# Sara Lappalainen
Sara Kaisa Lappalainen (* 17. August 1991 in Porvoo, als Sara Kaisa Kuivisto) ist eine finnische Leichtathletin, die auf Mittelstreckenlauf spezialisiert war. Aktuell ist sie Inhaberin der Landesrekorde von 800 Meter bis zur Meile. 2024 beendete sie ihre Karriere.

## Sportliche Laufbahn
Erste internationale Erfahrungen sammelte die Finnlandschwedin Sara Lappalainen im Jahr 2018, als sie bei den Europameisterschaften in Berlin im 800-Meter-Lauf mit 2:02,62 min in der ersten Runde ausschied, wie auch über 1500 Meter mit 4:11,39 min. Auch bei den Halleneuropameisterschaften im Jahr darauf in Glasgow schied sie über beide Distanzen mit 2:04,24 min und 4:18,68 min in der Vorrunde aus. Zudem gelang ihr in diesem Jahr die Qualifikation für die Weltmeisterschaften in Doha, bei denen sie über 800 Meter mit 2:03,15 min im Vorlauf ausschied und auch im 1500-Meter-Lauf mit 4:08,85 min nicht bis in das Finale gelangte. 2020 siegte sie in 2:03,13 min über 800 m bei den Paavo Nurmi Games und im Jahr darauf stellte sie neue Hallenrekorde über 800 und 1500 Meter auf und erreichte dann Anfang März bei den Halleneuropameisterschaften in Toruń das Halbfinale über 800 Meter, in dem sie mit 2:03,64 min ausschied. Ende Juli gelangte sie bei den Olympischen Spielen in Tokio bis ins Halbfinale und schied dort mit 1:59,41 min aus. Auch über 1500 m erreichte sie das Semifinale und schied dort mit 4:02,35 min aus. Mit dieser Zeit stellte sie einen neuen finnischen Landesrekord auf. 
Im Februar 2022 verbesserte sie den finnischen Hallenrekord über die Meile auf 4:29,64 min und anschließend gelangte sie bei den Hallenweltmeisterschaften in Belgrad mit 4:12,79 min auf Rang elf. Im August schied sie bei den Europameisterschaften in München mit 2:01,59 min im Halbfinale über 800 Meter aus. 2024 kam sie bei den Europameisterschaften in Rom mit 4:07,39 min nicht über den Vorlauf hinaus und im August schied sie bei den Olympischen Sommerspielen in Paris ebenfalls im Vorlauf aus.
In den Jahren von 2015 bis 2017 sowie von 2019 bis 2021 und 2023 und 2024 wurde Kuivisto finnische Meisterin im 1500-Meter-Lauf sowie 2016 und 2017, 2019 und 2020, 2023 und 2042 auch über 800 Meter. In der Halle siegte sie 2013, 2018 und 2019 sowie 2021 und 2024 über 800 Meter sowie 2019, 2021 und 2024 auch über 1500 Meter.
Im Oktober 2024 beendete Lappalainen ihre Karriere als Leichtathletin und wechselte danach – innerhalb ihres Vereins Borgå Akilles – zum aktiven Straßenradsport. Sie startet für Akilles Green Team Ladies.

## Persönliche Bestleistungen
- 800 Meter: 1:59,41 min, 31. Juli 2021 in Tokio (finnischer Rekord)
  - 800 Meter (Halle): 2:02,36 min, 2. März 2022 in Madrid (finnischer Rekord)
- 1000 Meter: 2:36,15 min, 27. Juli 2024 in Porvoo (finnischer Rekord)
- 1500 Meter: 4:02,35 min, 4. August 2021 in Tokio (finnischer Rekord)
  - 1500 Meter (Halle): 4:06,14 min, 22. Februar 2022 in Toruń (finnischer Rekord)
- Meile: 4:28,12 min, 26. August 2023 in Stirling (finnischer Rekord)
  - Meile (Halle): 4:29,64 min, 17. Februar 2022 in Liévin (finnischer Rekord)